# Wolvendaalsche kerk
De Wolvendaalsche Kerk (Engels: Wolvendaal Church) is een monumentale kerk in Colombo, de hoofdstad van Sri Lanka.
De kerk werd in 1749 gebouwd door de Vereenigde Oostindische Compagnie in het toenmalige Ceylon, in die periode een Nederlandse kolonie. Het is de enige kerk die in de koloniale tijd door de compagnie werd gebouwd in Colombo. De kerk heeft 800 zitplaatsen en werd soms ook Buitenstadskerk genoemd. In de jaren 80 van de 20e eeuw is het interieur gerestaureerd met hulp van de Nederlandse Hervormde Kerk. Verschillende grafstenen met Nederlandse inscripties zijn zichtbaar. De naam Wolvendaal is wellicht te relateren aan toen aanwezige jakhalzen. Op het hek rondom de kerk is een VOC-logo te zien.
In 1736 verzocht gouverneur Gustaaf Willem van Imhoff de VOC-autoriteiten in Batavia (nu Jakarta) de goedkeuring voor de bouw van een nieuwe kerk in Colombo omdat de oude, nog door de Portugezen gebouwde kerk in het fort vervallen was. Erg enthousiast reageerde Batavia niet: pas in 1743 kwam deze toestemming er, van Van Imhoff zelf, die inmiddels gouverneur-generaal was.
De nieuwe kerk werd op een heuvel buiten de stad gebouwd. De fundamenten werden aangevat in 1749. De opvolger van Van Imhoff, Julius Valentijn Stein van Gollenesse, legde de eerste steen. Zijn initialen, JVSVG, staan op de zuidelijke gevel. Het duurde acht jaar voor de kerk klaar was. Op 6 maart 1757 werd de openingsdienst van de kerk gehouden. Aanwezig waren onder andere de gaande gouverneur Joan Gideon Loten en zijn pas gearriveerde opvolger Jan Schreuder. Voorganger was ds. Matthias Wirmelskircher. De tekst die bij deze gelegenheid werd gebruikt was Genesis 28:22 Ende dese steen dien Ick tot een opgericht teecken geset hebbe, sal een Huys Godts weesen.
De kerk groeide door het toenemend aantal kolonisten van 150 leden in 1684 tot ruim 1000 in 1757 en in 1789 telde de gemeente meer dan 2000 leden. Behalve Nederlandse predikanten werd de gemeente ook bediend door inheemse predikanten uit Ceylon, zoals de Tamil Philippus de Melho. Hij werd een geroemd predikant in de kerk. Anderen waren de Singalees Henricus Philipsz (1733-1790) en Willem Jurgen Ondaatje (1731-1790), een voorouder van Quint Ondaatje en Michael Ondaatje.
Toen de oude kerk in het fort zo vervallen was dat de graven blootgesteld waren aan de elementen werden deze op 4 september 1813 met een plechtige ceremonie overgebracht naar de Wolvendaalsche Kerk. Dit betreft ook de in Ceylon overleden gouverneurs: Gerrit de Heere, Isaac Rumpf, Johannes Hertenberg, Diederik van Domburg, Gerard Vreelandt, Lubbert Jan van Eck, Iman Willem Falck en Johan van Angelbeek.
De kerk is gebouwd in de vorm van een Grieks kruis. De bakstenen koepel op de kerk is bekroond met een koperen leeuw. De leeuw heeft een kroon op het hoofd, zeven pijlen in de ene hand en een zwaard in de andere. Deze zeven pijlen stelden de zeven verenigde provincies van de Nederlandse Republiek voor. In 1856 werd de leeuw door de bliksem zwaar beschadigd en is nooit hersteld. De muren van de kerk zijn onderin vijf voet breed. De klokkentoren staat beneden aan de heuvel bij Kayman's Gate, aan de rand van de wijk Pettah. Hij wordt niet meer gebruikt.
Onder de in Nederlandse stijl gebouwde preekstoel staan het deels houten doopvont (met zilveren schaal) en een lessenaar. Het doopvont dateert uit 1667. De zilveren schaal is opgedragen aan Esther Ceylonia, het dochtertje van gouverneur Rijckloff van Goens en zijn tweede vrouw Esther de Solemne die als eerste de Heilige Doop ontving. De moeder stierf de dag na de doop van haar dochtertje. Een grafsteen van haar en van Van Goens eerste vrouw is aangebracht aan de westelijke muur.
De kerk is nog altijd in het bezit van het oorspronkelijke Nederlandse avondmaalzilver, bestaande uit een wijnschaal, een grote schaal, vier kleine schalen, vier bekers en twee collecteschalen. Een deel ervan bevond zich in de jaren 90 in het museum Het Catharijneconvent in Utrecht. Bezienswaardig is verder de rijk versierde gouverneursbank en de gedenkborden aan de wand van de kerk. Daarop staan de namen van de gouverneurs en predikanten uit de koloniale periode. De bijgebouwen van de kerk zijn in het verleden als school in gebruik geweest, maar verkeren in vervallen toestand. Er worden nog steeds kerkdiensten gehouden in het gebouw.

## Dutch Reformed Church
De kerk maakt deel uit van de Christian Reformed Church in Sri Lanka, een kerkverband met zes kerken in Colombo en omgeving. Het kerkgenootschap telt circa 4.000 leden en vijf predikanten (2012). De kerkgebouwen in de stad Colombo krijgen geleidelijk aan minder mensen in de 'Engelse' diensten. De diensten in het Singalees en Tamil krijgen aanmerkelijk meer mensen. De gemeente in Dehiwala, een buitenwijk van Colombo, is een sterk groeiende gemeente. De oude naam Dutch Reformed Church werd in 2008 gewijzigd in Christian Reformed Church.